# Santa Cruz de Aragua
Santa Cruz de Aragua es un pueblo venezolano localizado en el centro del estado Aragua, Venezuela. Cuenta con cerca de 36 176 habitantes para el año 2023. Es la capital del municipio José Ángel Lamas y fue creada como parroquia eclesiástica el 23 de octubre de 1782 por el Obispo Mariano Martí.
Es un municipio tradicionalmente agrícola, posee una Zona Industrial, entre Cagua y el Pueblo, donde se asientan importantes empresas de manufactura de alimentos de consumo masivo, y para animales, también existen empresas del sector del plástico.
Santa Cruz recibió su autonomía el 23 de octubre de 1986.

## Instituciones

### Educación Básica
- U.E.N "Rafael Briceño Ortega"
- U.E.E "Dr. Patrocinio Peñuela Ruiz"
- U.E.E. "Andrés Eloy Blanco".

### Educación Media
- Liceo "Carlos Ramón Aponte"
- U.E.P. "Colegio Don Rufino González"
- U.E.P "Francisco de Miranda"

### Centros Asistenciales de Salud
- CDI " Dios es Bueno"
- Centro Clínico Industrial Santa Cruz
- Ambulatorio "Salvador Acosta Bravo"[2]